# Гуаранийские языки
Гуарани́йские языки́ (языки гуарани, гуаранийская группа языков) — одна из групп ветви тупи-гуарани языковой семьи тупи в Южной Америке. Эта группа языков отделилась от других языков ветви около 2000 лет назад.
Носители языков этой группы, народы гуарани, живут на юго-западе Бразилии, северо-востоке Аргентины, в Парагвае и в Боливии.
Включает несколько языков, группировка и разделение на языки и диалекты различаются в разных источниках:
1. аче (гуаяки) — язык парагвайских индейцев аче. Около 1000 человек на 2006 год[2]. ISO 639-3 код: guq.
2. шета — несколько человек среди кайнганг в штате Парана в Бразилии. Носителей этого языка, как родного, не известно[3]. ISO 639-3 код: xet.
3. кластер диалектов гуарани (англ. Guarani dialects):
  - старый гуарани (†)
  - парагвайский гуарани — основной представитель кластера диалектов, более 4.5 млн носителей в Парагвае, один из официальных языков Парагвая.
  - кайва (кайуа) — язык бразильских индейцев гуарани-каюва (англ. Guarani-Kaiowá) в провинции Мату-Гросу-ду-Сул. Около 18 тыс. человек (по состоянию на 2003 год)[4]. ISO 639-3 код: kgk.
  - пай-тавытеран — около 600 носителей в Парагвае (по состоянию на 2007 год)[5]. ISO 639-3 код: pta. По некоторым источникам, объединяется с кайва.
  - ава-гуарани (чирипа) — около 16 тыс. человек в Парагвае, Бразилии и Аргентине (по состоянию на 2006 год)[6]. ISO 639-3 код: nhd.
  - ньяндева (Ñandeva) — около 2 тыс. человек в Парагвае, несколько сот в Боливии и Аргентине (по состоянию на 2007 год)[7]. ISO 639-3 код: tpj. По некоторым источникам, объединяется с чирипа.
  - мбыа (Mbyá) — около 15 тыс. человек в Парагвае, Бразилии и Аргентине (по состоянию на 2007 год)[8]. ISO 639-3 код: gun.
  - восточноболивийский гуарани (чиригуано, ава-исосеньо) — 34 тыс. человек в Боливии, около 18 тыс. в Аргентине и Парагвае (по состоянию на 2004 год)[9]. ISO 639-3 код: gui.
  - западноболивийский гуарани (симба) — 7 тыс. человек в департаменте Чукисака в Боливии (по состоянию на 2002 год)[10]. ISO 639-3 код: gnw.

Многие из этих групп называют себя гуарани (например, мбыа и чиригуано), отчего возникает сильная путаница.